# 沙里江巴依·巴巴江
沙里江巴依·巴巴江（Salihjanbay Babajan，1870年—1954年）民族不详，籍贯不详，三区革命初期领导人之一。

## 生平
1944年4月9日，伊宁解放组织成立，领导成员共12人，主席为艾力汗·吐烈，沙里江巴依·巴巴江为主要成员之一。该组织提出主要任务为：一是在群众中开展反对盛世才、中国国民党反动统治的宣传，引导群众参加革命；二是在伊犁组织武装暴动；三是团结全疆革命团体，消灭反动派军队，成立自由、解放、民主的政权。
伊宁事变发生后，1944年11月12日，伊宁解放组织宣布成立东突厥斯坦共和国临时政府。临时政府以艾力汗·吐烈、沙里江巴依·巴巴江等16人组成临时政府委员会，临时政府委员会推举艾力汗·吐烈为主席，阿奇木伯克·霍加为副主席，阿不都鲁甫·买合苏木为秘书长。临时政府主要由三部分人组成，一是艾力汗·吐烈、阿不都木塔艾力·海里潘等伊斯兰教上层人士及阿奇木伯克·霍加、阿不都海依尔·吐烈、加尼·尧力达西等各民族地主、牧主之类上层统治阶级；二是热合木江·沙比尔阿吉、安尼瓦尔·木沙巴也夫、阿不都鲁甫·买合苏木、莫合买提江·买合苏木等有资产阶级思想倾向的工商界人士；三是以阿不都克里木·阿巴索夫等共产主义者和左翼知识分子，他们在临时政府中是极少数。
临时政府成立后，命沙里江巴依·巴巴江负责筹建农林水利局。农林水利局为财政厅下属部门。1945年1月7日，临时政府委员会通过第5号决议，将农林水利局从财政部分离出来，成立临时政府直辖的土地水利厅，任命沙里江巴依·巴巴江为厅长，麻合木提·尼牙孜为副厅长。